# Break (빈지노의 노래)
"Break"는 대한민국 래퍼 빈지노의 싱글이다. 빈지노의 첫 정규 음반 12의 첫 싱글곡으로서 2015년 10월 9일, 디지털 음원으로 발매하였다.

## 작업 및 배경
2015년 10월 7일, 공식 SNS를 통해 아트워크 공개와 동시에 9일 음원 발매됨을 알렸고 9일 정오에 음원 사이트를 통해 공개하였다. 또한 19일, 디지페디가 연출하고 자신의 아트워크 크루인 IAB 스튜디오와 블랙넛이 함께 출연한 뮤직비디오를 공개하였다. 아트워크는 IAB 스튜디오가 작업을 하였는데, 아트워크의 마네킹이 쓴 수박 투구는 실제 수박 껍질을 잘라 제작하였고, 수박 위 새겨진 불꽃은 '뭐든 하고자 하는 열망과 투지'를 상징한다. 프로듀싱은 월 이가 맡았는데 빈지노는 곡 작업에 대해 언급하였다.
"노래 자체가 약간 좀 '병맛' 콘셉트예요. 프로듀서는 노래를 더 꾸미려고 했는데 제가 원래 데모 상태 그대로 못 만지게 했어요. 세션도 연주자분들은 막 화려하게 하려고 하고, 전 못하게 하고."

## 특징 및 평가
기존 빈지노의 음악과는 달리, 힙합 및 록 사운드를 결합하였고 '정해진 틀을 깨고싶어'하는 메시지를 담았다. 이즘의 전민석은 "누구도 예상하지 못했다. 음악의 틀은 물론이고, 한국 힙합의 기준에도 영향을 끼친다. 그만큼 강력했던 것이 실험적이면서도 귀에 콕콕 박히는 플로우. 하고 싶은 건 꼭 하고 살아야겠다는 외침이 강렬하다"고 평가하며 5점 만점에 3.5점을 부여하였다. 또한 힙합엘이의 윅엘이에선 "그간의 정갈함과는 거리가 멀다. 라이브 세션처럼 발음이 새고, 숨소리가 들리고, 다듬어지지 않은 파열음이 난무한다. 하지만 그 어떤 요소도 어색하지 않다. 오히려 틀을 깨고 기준에 따르지 않겠다는 가사와 잘 어우러지며 곡의 주제를 극명하게 드러내는 역할을 한다"고 평가하였다.

## 수록곡
| #            | 제목                     | 작사         | 작곡         | 재생 시간 |
| ------------ | ------------------------ | ------------ | ------------ | --------- |
| 1.           | 〈"Break"〉              | 빈지노       | 월 이        | 3:04      |
| 2.           | 〈"Break"〉 (Clean Ver.) | 빈지노       | 월 이        | 3:04      |
| 총 재생 시간 | 총 재생 시간             | 총 재생 시간 | 총 재생 시간 | 7:22      |

## 차트
| 차트 (2015)    | 최고 순위 |
| -------------- | --------- |
| 가온 주간 차트 | 20        |
| 가온 월간 차트 | 18        |